# Olympische Sommerspiele 2012/Gewichtheben – Superschwergewicht (Männer)
Das Gewichtheben der Männer in der Klasse über 105 kg (Superschwergewicht) bei den Olympischen Spielen 2012 in London fand am 7. August 2012 im ExCeL Exhibition Centre statt. Es traten 19 Sportler aus 17 Ländern an.
Der Wettbewerb bestand aus zwei Teilen: Reißen (Snatch) und Stoßen (Clean and Jerk). Die Teilnehmer traten in zwei Gruppen zuerst im Reißen an, bei dem sie drei Versuche hatten. Wer ohne gültigen Versuch blieb, schied aus. Im Stoßen hatte wieder jeder Starter drei Versuche. Der Sportler mit dem höchsten zusammenaddierten Gewicht gewann. Im Falle eines Gleichstandes gab das geringere Körpergewicht den Ausschlag.

## Titelträger
| Weltmeister   | Reißen    | Behdad Salimikordasiabi | 214 kg | WM 2011 in Paris |
| Weltmeister   | Stoßen    | Behdad Salimikordasiabi | 250 kg | WM 2011 in Paris |
| Weltmeister   | Zweikampf | Behdad Salimikordasiabi | 464 kg | WM 2011 in Paris |
| Olympiasieger | Zweikampf | Matthias Steiner        | 461 kg | Peking 2008      |

## Bestehende Rekorde
| Weltrekord    | Reißen    | Behdad Salimikordasiabi | 214 kg | Paris, Frankreich   | 13. November 2011  |
| Weltrekord    | Stoßen    | Hossein Rezazadeh       | 263 kg | Athen, Griechenland | 25. August 2004    |
| Weltrekord    | Zweikampf | Hossein Rezazadeh       | 472 kg | Sydney, Australien  | 26. September 2000 |
| Olympiarekord | Reißen    | Hossein Rezazadeh       | 212 kg | Sydney, Australien  | 26. September 2000 |
| Olympiarekord | Stoßen    | Hossein Rezazadeh       | 263 kg | Athen, Griechenland | 25. August 2004    |
| Olympiarekord | Zweikampf | Hossein Rezazadeh       | 472 kg | Sydney, Australien  | 26. September 2000 |

## Zeitplan
- Gruppe A: 7. August 2012, 15:30 Uhr
- Gruppe B: 7. August 2012, 19:00 Uhr

## Endergebnis
| Platz | Sportler                | Land              | Gruppe | Körper- gewicht | Reißen (kg) | Reißen (kg) | Reißen (kg) | Reißen (kg) | Stoßen (kg) | Stoßen (kg) | Stoßen (kg) | Stoßen (kg) | Gesamt |
| Platz | Sportler                | Land              | Gruppe | Körper- gewicht | 1           | 2           | 3           | Gesamt      | 1           | 2           | 3           | Gesamt      | Gesamt |
| ----- | ----------------------- | ----------------- | ------ | --------------- | ----------- | ----------- | ----------- | ----------- | ----------- | ----------- | ----------- | ----------- | ------ |
| 1     | Behdad Salimikordasiabi | Iran              | A      | 168,19          | 201         | 205         | 208         | 208         | 247         | 264         | —           | 247         | 455    |
| 2     | Sajjad Anoushiravani    | Iran              | A      | 152,46          | 198         | 204         | 204         | 204         | 237         | 245         | 251         | 245         | 449    |
| 3     | Jeon Sang-guen          | Südkorea          | A      | 157,53          | 190         | 200         | 200         | 190         | 246         | 246         | 259         | 246         | 436    |
| 4     | Ihor Schymetschko       | Ukraine           | A      | 137,38          | 197         | 197         | 200         | 197         | 225         | 232         | 237         | 232         | 429    |
| 5     | Jiří Orság              | Tschechien        | A      | 128,15          | 182         | 187         | 190         | 187         | 231         | 239         | 242         | 239         | 426    |
| 6     | Almir Velagic           | Deutschland       | A      | 141,41          | 186         | 190         | 192         | 192         | 229         | 234         | 238         | 234         | 426    |
| 7     | Chen Shih-chieh         | Chinesisch Taipeh | B      | 141,14          | 177         | 182         | 185         | 182         | 230         | 236         | 240         | 236         | 418    |
| 8     | Péter Nagy              | Ungarn            | B      | 155,55          | 184         | 191         | 196         | 191         | 216         | 225         | 230         | 225         | 416    |
| 9     | Fernando Reis           | Brasilien         | B      | 140,49          | 178         | 180         | 186         | 180         | 220         | 225         | —           | 220         | 400    |
| 10    | Kazuomi Ota             | Japan             | B      | 146,51          | 180         | 184         | 185         | 185         | 215         | 215         | 222         | 215         | 400    |
| 11    | Itte Detenamo           | Nauru             | B      | 151,32          | 165         | 170         | 175         | 175         | 205         | 215         | 215         | 215         | 390    |
| 12    | Christian López         | Guatemala         | B      | 139,15          | 172         | 177         | 177         | 172         | 209         | 209         | 215         | 215         | 387    |
| 13    | Damon Kelly             | Australien        | B      | 150,83          | 155         | 160         | 165         | 165         | 192         | 201         | 216         | 216         | 381    |
| 14    | Frederic Fokejou        | Kamerun           | B      | 132,74          | 150         | 155         | 160         | 160         | 190         | 200         | 202         | 202         | 362    |
| 15    | Carl Henriquez          | Aruba             | B      | 150,38          | 115         | 122         | 127         | 122         | 160         | 160         | 171         | 160         | 282    |
| —     | Matthias Steiner        | Deutschland       | A      | 149,98          | 192         | 196         | —           | 192         | —           | —           | —           | —           | DNF    |
| —     | Jewgeni Scharnasek      | Belarus           | B      | 147,37          | 188         | 193         | 196         | —           | 219         | 225         | 230         | —           | DSQ    |
| —     | Ruslan Albegow          | Russland          | A      | 147,15          | 198         | 204         | 208         | 208         | 240         | 245         | 247         | 240         | DSQ    |
| —     | Irakli Turmanidse       | Georgien          | A      | 126,23          | 192         | 198         | 201         | —           | 225         | 232         | 232         | —           | DSQ    |

- Am 26. Oktober 2016 wurde der Belarusse Jewgeni Scharnasek aufgrund positiver Dopingproben nachträglich disqualifiziert.[1] Im Januar 2021 folgte die Disqualifikation des ursprünglichen Bronzemedaillengewinners Ruslan Albegow, ebenfalls wegen Dopingmissbrauchs.[2]  Im Mai 2023 wurde auch der Georgier Irakli Turmanidse nachträglich wegen Dopings disqualifiziert.
- Die Goldmedaille für Behdad Salimikordasiabi und die Silbermedaille für Sajjad Anoushiravani bedeuteten den ersten Doppelsieg Irans in dieser Gewichtsklasse.
- Matthias Steiner stürzte beim Versuch, 196 kg zu reißen, und wurde von der Hantelstange im Genick getroffen. Er zog sich Prellungen des Brust- und Nackenbereiches zu und musste den Wettbewerb abbrechen.[3]